# Laleham
Laleham – wieś w Anglii, w hrabstwie Surrey, w dystrykcie Spelthorne. Leży 28 km na południowy zachód od centrum Londynu. Miejscowość liczy 1511 mieszkańców.